# Maison forte de Montagnieu
La maison forte de Montagnieu est un ancien château des XIVe et XVe siècles, situé à flanc de colline sur le territoire de Soleymieu, en Isère. Partiellement inscrite à l'inventaire supplémentaire des monuments historiques (façades et toiture) le 18 octobre 1979, elle est aujourd'hui la propriété de la communauté du Chemin Neuf, une communauté chrétienne qui l'utilise comme maison d'accueil spirituel, et notamment de guérison intérieure.

## Géographie
La maison forte est construite sur la commune de Soleymieu, en Isère. Bâtie à flanc de colline, sur une terrasse, elle domine la route qui va de Crémieu à Morestel (route départementale D517),.

## Histoire
Henri de Montagnieu passe pour avoir été le premier seigneur de la maison forte en 1347, qui est hommagée par Amblard de Machy en 1363 puis en 1375. Le 24 juillet 1430, Arthaud de Machy rédige son testament dans la chapelle de la maison forte.
La famille La Poype est mentionnée comme propriétaire au XVIIIe siècle ; en 1734, un four portant cette date est accolé à la façade. Le mur d'enceinte est ensuite démoli pour permettre la construction de deux pavillons, puis une nouvelle clôture est édifiée en 1778. Le rez-de-chaussée de la maison est alors ouvert de fenêtres plus vastes, et la disposition intérieure des pièces est modifiée.
Au début du XXe siècle, la famille Camel de Montgolfier possède l'édifice et aménage la grande salle du premier étage dans un style médiéval ; les armoiries de la famille sont alors apposées au-dessus de la porte d'entrée.
La maison est confiée au Chemin Neuf en 1976. Le Chemin Neuf y a construit une chapelle ainsi que des bâtiments d'accueil neufs, et y anime en particulier des session destinées à la guérison intérieure.

## Description

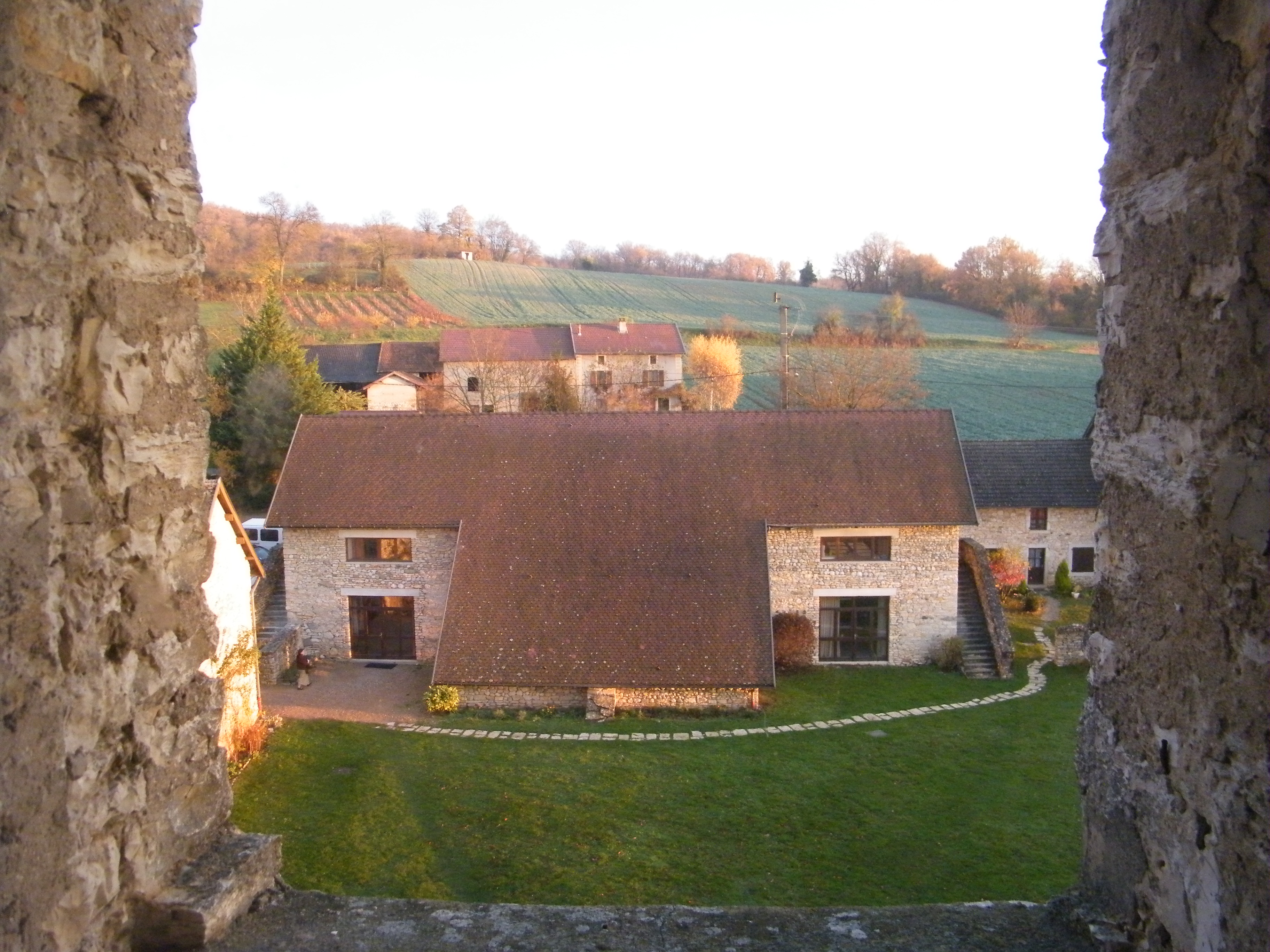
L'ancienne grange réhabilitée en chapelle, vue depuis le sommet de la maison forte.

La maison forte est un bâtiment rectangulaire flanqué d'une tour carrée en saillie sur la façade principale (méridionale). La tour en question abrite l’escalier en colimaçon qui donne l'accès aux trois étages. À l'origine, la maison forte constituait le côté nord d'un carré fortifié dont les autres côtés correspondent aux angles méridionaux des pavillons actuels. Le mur d'enceinte mesurait alors entre 1,10 et 1,15 mètre d'épaisseur à la base et huit mètres de hauteur ; le sommet de l'édifice était alors crénelé, ce dont les traces sont encore visibles. L'ensemble de la maison, ainsi que l'ancien mur, sont bâtis en moellons de calcaire de moyen appareil. Le toit de la maison forte est couvert en dalles de calcaire.
La façade méridionale est également ornée d'un cadran solaire datant du XVIe siècle. Les façades et la toiture sont inscrites à l'inventaire complémentaire des monuments historiques depuis le 18 octobre 1979.
Intérieurement, le rez-de-chaussée comprenait à l'origine deux pièces : une grande salle rectangulaire et une plus petite de plan carré. Au premier étage, la salle d'apparat rectangulaire, toujours existante mais remaniée, est flanquée de deux pièces carrées aux extrémités est et ouest. Au sommet de l'escalier se trouve une petite pièce ronde, voûtée en croisée d'ogives, et dont les ogives s'appuient sur des colonnes sculptées représentant deux anges, un abbé et une figure féminine non identifiée. Cette statuaire suggère un usage d'oratoire ou de chapelle pour la pièce, fonction conservée par le Chemin Neuf.
L'ancienne grange, située au nord de la maison forte, partiellement ruinée à la fin du XXe siècle, est restaurée par le Chemin Neuf en chapelle. Des bâtiments modernes sont également construits pour accueillir les personnes accueillies à la maison forte.